# MERRY HAPPY SMAP
「MERRY HAPPY SMAP」（メリーハッピースマップ）は 2008年12月16日～2009年1月12日にSMAP SHOPのみで期間限定発売された、SMAPの曲である。

## 概要
SMAPメンバーからファンへ「MERRY HAPPY」の感謝の気持ちを込めて発売されたCDである。
サウンドプロデュースは過去SMAPに『Theme of 017』、『Theme of 018』を提供した事がある中塚武。
前回同様、収録時間3分9秒、値段390円のサンキュー価格で販売された。
2008年のさんま&SMAP!美女と野獣のクリスマススペシャルで一部使用された。